# Samuel Mitchell

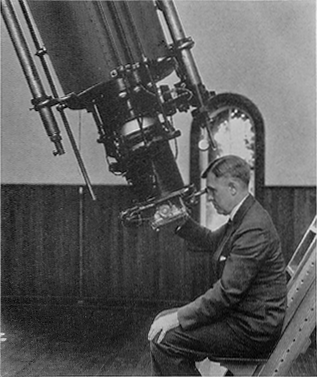
Samuel Mitchell w McCormick Observatory

Samuel Alfred Mitchell (ur. 29 kwietnia 1874 w Kingston, zm. 22 lutego 1960 w Bloomington) – kanadyjski astronom.

## Życiorys
W 1894 roku uzyskał stopień Master of Arts w dziedzinie matematyki na Queen’s University. Kontynuował studia matematyczne na Johns Hopkins University, zainteresował się też astronomią wykładaną przez Charlesa Lane'a Poora. W 1898 uzyskał stopień doktora astronomii i podjął pracę w Obserwatorium Yerkes.
W 1900 rozpoczął serię ekspedycji mających na celu obserwacje zaćmień Słońca. W 1937 roku opublikował na ich temat artykuł zatytułowany Nature's Most Dramatic Spectacle w „National Geographic Magazine”.
W 1914 roku został dyrektorem McCormick Observatory przy University of Virginia. Rozpoczął program pomiarów odległości bliskich gwiazd za pomocą fotografii. Jego współpracownikami byli m.in. Peter van de Kamp, Alexander Vyssotsky oraz Emma Williams.
Jego syn Allan C. G. Mitchell (1902-1963) był fizykiem, a wnuczka Alice Mitchell Rivlin – ekonomistką.
W 1948 roku został uhonorowany Medalem Jamesa Craiga Watsona. Nazwiskiem Samuela Mitchella została nazwana planetoida (2624) Samitchell.